# Peosidrilus coeloprostatus
Peosidrilus coeloprostatus är en ringmaskart som först beskrevs av Cook 1969.  Peosidrilus coeloprostatus ingår i släktet Peosidrilus och familjen glattmaskar. Inga underarter finns listade i Catalogue of Life.